# خياط للسيدات (فلم)
خياط للسيدات فيلم سوري للثنائي دريد ونهاد عام 1969.

## قصة الفيلم
صابر أفندي يعمل خياطا للرجال، لكن مشكلته الكبرى أنه يعاني من كساد كبير بسبب عدم مواكبته للموضة ويرفض أن يطور أفكاره حول الأزياء، إلى أن تقترح عليه زوجته هدى والتي تعمل في مجلة سورية مهتمة بالموضة أن يغير نشاطه ليصبح خياطًا للنساء بدلًا من الرجال، ليشرع في تنفيذ الخطة.

## عن الفيلم
يحكي الفيلم حكايه صابر (نهاد قلعي) الخياط المتخصص بالتفصيل الكلاسيكي الحصري للرجال والذي يرفض رفضا قاطعا أن يخيط للسيدات من باب كراهية مفهوم الموضة والعيب والحشمة وغيره، والرافض عموما أشكال التطوير والتحديث رغم أنه يعاني من عسر مادي شديد وعدم مقدرته على إعالة أسرته المكونة من 6 أطفال وأمهم (شاديه) المنفتحه فكريا والتي تحاول بطريقتها الأنثوية الرقيقه إقناع زوجها بضروره الكف عن إنجاب المزيد من الأطفال، فلا تلقى منه إلا المزيد من العناد والرفض والأفكار البالية القديمة.
أمام هذه الحالة الصعبة تبدأ الزوجة بالكتابة عن أفكارها، وسرعان ما تجد هذه الكتابات طريقها إلى النشر من دون اسم كاتبتها، وتلقى كتاباتها التي تركز عى أفكار تتحدث عن أهمية تحديد النسل وضروره عمل المراة وأفكار تقدمية أخرى انتشارا واسعا، وتحقق كاتبتها دخلا ماديا جيدا تحاول مساعدة اسرتها به.
حين يكتشف الزوج أن زوجته هي الكاتبة وأنها تعمل سرا دون علمه يجن جنونه وينفصلان، ليبدأ معاناته وحيدا في القيام بأعباء المنزل وخدمة أطفاله والإحساس بالعبء والإرهاق الذي كانت تعاني منه زوجته في خدمه الأسرة الكبيرة.
إلى أن يأتي الحدث الدرامي الفاصل الذي يدفعه للخياطة للسيدات، ومن ثم الشهرة الواسعة والدخل المادي الكبير، واقتناعه بما تقوم به زوجته من عمل محترم وتقبله بعد حين للتغيير والتحديث على أسس صحيحة تحترم وتوازن بين هذا التحديث والعادات والأعراف الاجتماعية الكلاسيكية.
أهمية الفيلم
(جماليات الشام) روعه الفيلم القديم انه يمكن اعتباره (وثيقه تاريخيه هامه) لجماليات دمشق المدهشة والنظيفة وغير المزدحمة، ويصيبك الحزن وأنت ترى البيئة الخضراء العامرة والنضرة في حدائق دمشق وضواحيها (مناظر رحلة القطار للزبداني).
- انظر مقالة مفصلة: دمشق القديمة.

إضافة إلى مظاهر التحرر المترافقة بأناقة حقيقية للملابس النسائية، وبساطة العلاقات بين الشباب والتعرض للشباب (الضائع)، ففكرة مثل تحديد النسل مثلا، تسعى معظم الحكومات العربيه إلى تطبيقها عمليا، وصولا إلى مفهوم الأسرة العصرية الصغيرة.
كما يتناول الفيلم مشكله (العيب) في عمل المرأة التي كانت سائده في ذلك الحين.
كما يتعرض الفيلم لمشكله الفنان التشكيلي الذي يؤدي شخصيته الفنان دريد لحام، المتمسك بمبادئه بينما الآخرون والجاهلون من أصحاب المحال والنقاد يرفضون رؤيته الفنية ويطلبون صورا ورسومات لوجوه مباشرة. ونجد الناقد الفني الذي يعجب برسمة خربشها أبناء شقيقة (غوار),ويرى الناقد أنها لوحه فنية مهمة، فيما يزدري باقي اللوحات، وكذلك نجد الإشارة إلى النموذج الذي يرسمه الفنان وهي الفتاة الجميلة التي يتلصص عليها الرجل العجوز وهي تتمايل أمام الفنان التشكيلي.

## المشاركة الأولى لشادية
فيلم خياط السيدات، هو أول مشاركة للفنانة شادية في فيلم سوري.
قدمت شادية روعة إضافية للفيلم عندما شدا صوتها في رحله القطار إلى (الزبداني) بأغنية (يا طيرة طيري يا حمامة) مستذكره أبنائها بعد خلافها مع زوجها صابر (نهاد قلعي).

## طاقم العمل
تمثيل
- دريد لحام: الرسام رشدي.
- نهاد قلعي: الخياط صابر.
- شادية: هدى زوجة صابر الخياط.
- محمود جبر: الصحفي فهيم.
- صبا المحمودي: صبرية أخت الخياط صابر.
- نجاح حفيظ: عضو جمعية تنظيم النسل.
- سليم صبري: رئيس تحرير المحلة التي تراسلها هدى.
- أحمد عداس: ناقد فني.
- زياد مولوي: غزال.
- محمد العقاد: الجزار أبو قاسم.
- نزار فؤاد
- فهد كعيكاتي: أبو فهمي.
- صالح الحايك
- مظهر الحكيم
- شاكر بريخان
- وصفي المالح
- سهير فخري: نوال.

تأليف
- يوسف عوف: مؤلف.
- نهاد قلعي: سيناريو وحوار.

إخراج
- عاطف سالم: مخرج.
- زكي صالح: مساعد مخرج.

موسيقى
- عمر حلبي: تأليف أغمية يا طيرة طيري.
- سهيل عرفة: ملحن.
- فؤاد الظاهري: موسيقى تصويرية.[3]

## روابط خارجية
- أغنية يا طيرة طيري يا حمامة: بصوت الفنانة شادية، على يوتيوب.

- مقالات تستعمل روابط فنية بلا صلة مع ويكي بيانات